# Fire Over England
Fire Over England (br: Fogo sobre a Inglaterra ou Fogo por sobre a Inglaterra) é um filme britânico de 1937, do gênero drama, dirigido por William K. Howard e com roteiro de Clemence Dane baseado no romance Fire Over England, do autor britânico A. E. W. Mason. 

## Sinopse
No Século 16, a Inglaterra enfrenta a possibilidade de um conflito naval com a poderosa armada espanhola. um jovem oficial da marinha de Elizabeth I é enviado à Península Ibérica para descobrir quando será o ataque e quem, dentre os aristocratas ingleses, está traindo a coroa.

## Elenco
- Flora Robson como rainha Elizabeth 1.ª da Inglaterra
- Raymond Massey como rei Filipe 2.º da Espanha
- Leslie Banks como Robert Dudley, conde de Leicester
- Laurence Olivier como Michael Ingolby
- Vivien Leigh como Cynthia
- Morton Selten como lorde Burleigh
- Tamara Desni como Elena
- Lyn Harding como sir Richard Ingolby
- George Thirlwell como Lawrence Gregory
- Henry Oscar como embaixador espanhol
- Robert Rendel como dom Miguel
- Robert Newton como dom Pedro
- Donald Calthrop como dom Escobal
- Charles Carson como alm. Valdez